# 星谷牧场 (怀俄明州)
星谷牧场（英語：Star Valley Ranch）是美国怀俄明州林肯县下属的一座城鎮。该鎮的人口在2000年为776人，2010年有1,503，2011年则估计有1,501人。